# Independence (Wisconsin)
Independence és una població dels Estats Units a l'estat de Wisconsin. Segons el cens del 2000 tenia 1.244 habitants.

## Demografia
Segons el cens del 2000, Independence tenia 1.244 habitants, 581 habitatges, i 317 famílies. La densitat de població era de 378,2 habitants per km².
Dels 581 habitatges en un 26,2% hi vivien nens de menys de 18 anys, en un 42,2% hi vivien parelles casades, en un 9,3% dones solteres, i en un 45,4% no eren unitats familiars. En el 38,7% dels habitatges hi vivien persones soles el 20,1% de les quals corresponia a persones de 65 anys o més que vivien soles. El nombre mitjà de persones vivint en cada habitatge era de 2,13 i el nombre mitjà de persones que vivien en cada família era de 2,86.
Per edats la població es repartia de la següent manera: un 21,9% tenia menys de 18 anys, un 8,7% entre 18 i 24, un 27% entre 25 i 44, un 20% de 45 a 60 i un 22,4% 65 anys o més.
L'edat mediana era de 40 anys. Per cada 100 dones de 18 o més anys hi havia 97,2 homes.
La renda mediana per habitatge era de 27.389 $ i la renda mediana per família de 41.691 $. Els homes tenien una renda mediana de 26.389 $ mentre que les dones 21.065 $. La renda per capita de la població era de 15.977 $. Aproximadament el 6,2% de les famílies i el 9,6% de la població estaven per davall del llindar de pobresa.

## Poblacions més properes
El següent diagrama mostra les poblacions més properes.